# Johann Baptist Schenk

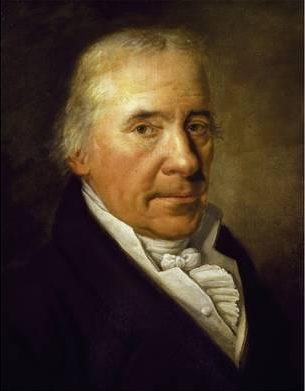
Johann Baptist Schenk.

Johann Baptist Schenk, född 30 november 1753 i Wiener Neustadt, död 29 december 1836 i Wien, var en österrikisk tonsättare. 
Schenk, som var elev till Georg Christoph Wagenseil, levde i Wien som musiklärare (bland annat undervisade han i hemlighet Ludwig van Beethoven en tid, sedan denne fattat misstro till Joseph Haydns undervisning). Han gjorde sig först känd genom en mässa (1778) och skrev sedan flera kyrkliga verk, men blev främst berömd genom sina i Carl Ditters von Dittersdorfs stil skrivna sångspel, bland annat det humoristiska Der Dorfbarbier (1796; "Bybarberaren", 1893).